# 새서울철도
새서울철도 주식회사(―鐵道 株式會社)는 2016년 8월 30일 착공한 신분당선 북부 연장 구간(용산역 ↔ 강남역)의 건설, 관리 및 운영 사업을 맡은 대한민국의 기업이다.

## 주요 연혁
- 2010년 12월 27일 : 회사 설립.
- 2016년 8월 30일 : 신분당선 강남 ~ 신사 구간 착공
- 2022년 5월 28일 : 신분당선 강남 ~ 신사 구간 개통

## 같이 보기
- 신분당선
- 신분당선 (기업)
- 경기철도
- 네오트랜스
- 광역철도